# Europavej E77
E77 er en europavej der begynder i Pskov i Rusland og ender i Budapest i Ungarn. Undervejs går den blandt andet gennem: Estland; Riga i Letland; Šiauliai i Litauen; Kaliningrad i Rusland ...(ingen direkte forbindelse)... Gdańsk, Elbląg, Warszawa, Radom og Kraków i Polen; Trstená, Ružomberok og Zvolen i Slovakiet.